# ATC (M09)
Jest to część klasyfikacji anatomiczno-terapeutyczno-chemicznej:
- M – Układ mięśniowo-szkieletowy
  - M 01 – Leki przeciwzapalne i przeciwreumatyczne
  - M 02 – Leki do stosowania miejscowego w bólach stawów i mięśni
  - M 03 – Leki zwiotczające mięśnie
  - M 04 – Leki przeciw dnie
  - M 05 – Leki stosowane w chorobach układu kostnego
  - M 09 – Inne leki stosowane w zaburzeniach układu mięśniowo-szkieletowego

Obejmuje ona inne leki stosowane w zaburzeniach układu mięśniowo-szkieletowego:

## M 09 A – Inne leki stosowane w zaburzeniach układu mięśniowo-szkieletowego
- M 09 AA – chinina i jej pochodne
  - M 09 AA 01 – hydrochinina
  - M 09 AA 72 – chinina w połączeniach z psycholeptykami
- M 09 AB – Enzymy
  - M 09 AB 01 – chymopapaina
  - M 09 AB 02 – kolagenaza Clostridium histolyticum
  - M 09 AB 03 – bromelina
  - M 09 AB 52 – trypsyna w połączeniach
- M 09 AX – Inne
  - M 09 AX 01 – kwas hialuronowy
  - M 09 AX 02 – chondrocyty
  - M 09 AX 03 – ataluren
  - M 09 AX 04 – drisapersen
  - M 09 AX 05 – kwas aceneuraminowy
  - M 09 AX 06 – eteplirsen
  - M 09 AX 07 – nusinersen
  - M 09 AX 08 – golodirsen
  - M 09 AX 09 – onasemnogen abeparwowek
  - M 09 AX 10 – risdiplam
  - M 09 AX 11 – palowaroten
  - M 09 AX 12 – wiltolarsen
  - M 09 AX 13 – kasimersen
  - M 09 AX 14 – giwinostat
  - M 09 AX 15 – delandystrogen moxeparwowek